# Viidu
Koordinaten: 58° 17′ N, 22° 8′ O
Viidu (deutsch Wido) ist ein Dorf (estnisch küla) auf der größten estnischen Insel Saaremaa. Es gehört zur Landgemeinde Saaremaa (bis 2017: Landgemeinde Lääne-Saare) im Kreis Saare.

## Einwohnerschaft und Lage
Das Dorf hat 40 Einwohner (Stand 1. Januar 2016). Seine Fläche beträgt 25,94 km².
Der Ort liegt zwanzig Kilometer nordwestlich der Inselhauptstadt Kuressaare.

## Naturschutzgebiet
Westlich von Viidu erstreckt sich das Moorgebiet Viidu soo. Es ist als Naturschutzgebiet Viidumägi (Viidumäe looduskaitseala) ausgewiesen. Auf dem zugehörigen Höhenzug liegt die höchste Erhebung der Insel Saaremaa, der 54 Meter hohe Rauna mägi.
In dem innerhalb des Naturschutzgebiets gelegenen Audaku (deutsch Audako) befindet sich seit 1961 das Besucherzentrum des Naturschutzgebiets. Von 1904 bis 1961 war dort ein Sanatorium für an Lepra erkrankte Kinder untergebracht.

## Persönlichkeiten
Auf dem zu Viidu gehörenden Bauernhof Tammiku talu wurden die estnischen Komponisten Peeter Südda (1830–1893) und Peeter Süda (1883–1920) geboren.